# Zdzisław Dolatkowski
Zdzisław Dolatkowski – polski nauczyciel, działacz społeczny i polityczny, pedagog, artysta plastyk i filozof.

## Życiorys
Na początku lat 30. działał w Wągrowcu, brał udział w polemice społecznej, wygłaszał odczyt na temat literatury, był działaczem Akademickiego Koła Pałuczan. W 1934 ukończył studia filologii polskiej z tytułem magistra na Uniwersytecie Poznańskim. Przed 1939 pracował w Szkole Handlowej w Sanoku, gdzie wykładał język polski, historię, a także sprawował opiekę nad samorządem szkolnym oraz pełnił funkcję opiekuna drużyny harcerskiej w charakterze ochmistrza drużyny męskiej; przejawiał także wyraźne naznaczenie ideologią socjalistyczną. Pełnił również funkcję opiekuna gazetki szkolnej „Młodzi Mówią” i był jej redaktorem odpowiedzialnym. Był współautorem publikacji pt. Gimnazjum kupieckie. Jego organizacja, zadania i środki ich realizacji z 1937.
Po zakończeniu II wojny światowej został wybrany na urząd burmistrza Wągrowca, pełnił tę funkcję przez kilka dni. Po nim urząd przejął Florian Kroenke, a następnie Czesław Górny. Został także starostą. Po wojnie publikował w piśmie „Nowe Tory”.
 1998 roku wydał zbiór aforyzmów z reprodukcją swojego obrazu oleju na płótnie 100x100cm na okładce.